# Chrysosoma eminens
Chrysosoma eminens är en tvåvingeart som beskrevs av Octave Parent 1935. Chrysosoma eminens ingår i släktet Chrysosoma och familjen styltflugor. Inga underarter finns listade i Catalogue of Life.